# Rolf Haage
Rolf Haage (* geb. in Weimar?) ist ein deutscher Geologe bzw. Mineraloge.

## Leben
Haage promovierte 1962 in Halle. Seine Habilitation erlangte Haage 1969 an der Hochschule für Architektur und Bauwesen in Weimar. Haage schrieb auch einen Führer über die Stadt Weimar, der 2011 in zweiter Auflage erschien. Er betätigt sich in Weimar auch als Gästeführer und als Goetheforscher, was er auch durch Vorträge unter Beweis stellt.

## Werke (Auswahl)
- Weimar : ein Führer durch die Stadt, Verlag Sutton, 1. Aufl. Erfurt 2007, 2. Aufl. Erfurt 2011.
- Beitrag zur Genese des Kieselschiefers – Mangankieselvorkommen im Schävenholz bei Elbingerode/Harz, Diss. Halle 1962.
- Zur mineralogisch-petrographischen Untersuchung der Kieselsäuregesteine : Unter bes. Berücks. d. Tertiärquarzits, Habil-Schrift Weimar 1969.
- Martin Luther und die Reformation in Thüringen, hrsg. vom Thüringer Landesfremdenverkehrsverband e.V., Erfurt 1994.